# Calumma guillaumeti
Calumma guillaumeti är en ödleart som beskrevs av  Brygoo BLANC och DOMERGUE 1974. Calumma guillaumeti ingår i släktet Calumma och familjen kameleonter. IUCN kategoriserar arten globalt som livskraftig. Inga underarter finns listade.